# Me‘arat haTe’omim

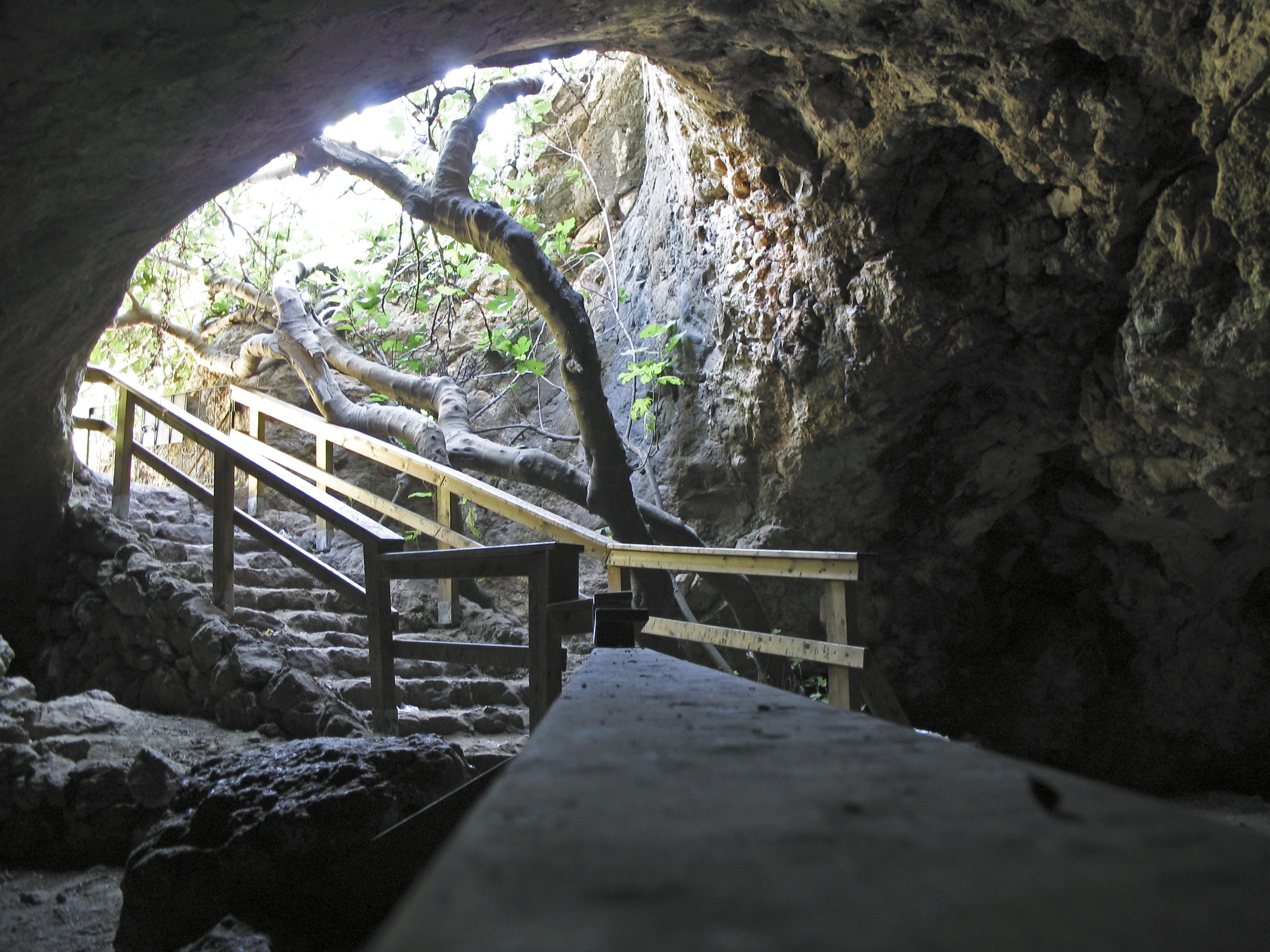
Höhleneingang

Meʿarat haTeʾomim (hebräisch מְעָרַת הַתְּאוֹמִים Məʿarat ha-Təʾōmīm, deutsch ‚Zwillingshöhle‘) ist eine Naturhöhle (Karsthöhle) in Israel. Sie befindet sich im Judäischen Bergland südöstlich von Beit Schemesch. Der arabische Name der Höhle ist مغارة أم التوأمين / Maġārat Umm at-Tauʾamīn / ‚Höhle der Mutter von Zwillingen‘.
Der Höhleneingang befindet sich an der Nordseite des Wadi Nachal haMeʿarah נַחַל הַמְּעָרָה in etwa vier Metern Höhe. Dahinter öffnet sich eine geräumige Halle, die etwa 50 × 70 Meter misst und elf Meter hoch ist. Auf dem Boden häuft sich eine Menge Schutt von einem früheren Einsturz der Höhlendecke, vermischt mit Taubenkot und Fledermausguano. Stalagmiten und Stalaktiten haben sich an verschiedenen Stellen der Höhle gebildet. In der Südwestecke befindet sich ein von Menschen ausgehauenes, quadratisches Wasserbecken mit einer Seitenlänge von zwei Metern und einer Tiefe von 0,5 Metern. An der Nordseite der Eingangshalle schließt sich eine Passage an, die nach etwa 20 Metern durch eine vom Karst gebildete tiefe Grube blockiert wird. Nur indem man sich in diese Grube abseilt, gelangt man zu drei engen, schwer erreichbaren Öffnungen auf der gegenüberliegenden Seite. Dahinter schließen sich die Hallen F und G an, in denen Funde aus der Zeit des Bar-Kochba-Aufstandes gemacht wurden.
Die erste Beschreibung der Höhle verfassten Claude Reignier Conder und Herbert Kitchener 1873. Sie erkundeten die weite Eingangshalle und drangen bis zu der tiefen Grube vor, in die sie nicht hinabstiegen; auch bemerkten sie nicht, dass sich die Höhle dahinter fortsetzte. In den 1920er Jahren veranlasste René Neuville, der französische Konsul in Jerusalem, eine archäologische Untersuchung des Höhlenbodens. Im Schutt wurden neolithische, chalkolithische (Ghassulien), bronze- und eisenzeitliche, römische und byzantinische Funde geborgen. Von 1970 bis 1974 untersuchte Gideʿon Mann die Höhle im Auftrag der Gesellschaft für Naturschutz in Israel. In der tiefen Grube, bei der Conder und Kitchener umgekehrt waren, entdeckte er Zugänge zu den hinteren Kammern der Höhle. Ein Team von Archäologen der Bar-Ilan-Universität und der Hebräischen Universität Jerusalem erforschte die Höhle ab 2009.